# Саут-Джордан (Юта)
Саут-Джордан (англ. South Jordan) — місто (англ. city) в США, в окрузі Солт-Лейк штату Юта. Населення — 77 487 осіб (2020).

## Географія
Саут-Джордан розташований за координатами 40°33′19″ пн. ш. 111°58′43″ зх. д. / 40.55528° пн. ш. 111.97861° зх. д. (40.555303, -111.978584).  За даними Бюро перепису населення США в 2010 році місто мало площу 57,31 км², з яких 57,12 км² — суходіл та 0,20 км² — водойми.

## Демографія
Згідно з переписом 2010 року, у місті мешкало 50 418 осіб у 14 333 домогосподарствах у складі 12 319 родин. Густота населення становила 880 осіб/км².  Було 14943 помешкання (261/км²).
Расовий склад населення:
| - 91,5 % — білих - 2,6 % — азіатів - 0,9 % — вихідців з тихоокеанських островів - 0,7 % — чорних або афроамериканців - 0,2 % — корінних американців - 1,8 % — осіб інших рас |

До двох чи більше рас належало 2,4 %. Частка іспаномовних становила 6,0 % від усіх жителів.
За віковим діапазоном населення розподілялося таким чином: 34,8 % — особи молодші 18 років, 58,1 % — особи у віці 18—64 років, 7,1 % — особи у віці 65 років та старші. Медіана віку мешканця становила 29,9 року. На 100 осіб жіночої статі у місті припадало 100,3 чоловіків;  на 100 жінок у віці від 18 років та старших — 97,7 чоловіків також старших 18 років.
Середній дохід на одне домашнє господарство  становив 109 104 долари США (медіана — 94 183), а середній дохід на одну сім'ю — 115 891 долар (медіана — 100 379). Медіана доходів становила 69 576 доларів для чоловіків та 41 396 доларів для жінок. За межею бідності перебувало 3,5 % осіб, у тому числі 3,0 % дітей у віці до 18 років та 3,4 % осіб у віці 65 років та старших.
Цивільне працевлаштоване населення становило 28 518 осіб. Основні галузі зайнятості: освіта, охорона здоров'я та соціальна допомога — 20,5 %, науковці, спеціалісти, менеджери — 15,5 %, роздрібна торгівля — 12,6 %, фінанси, страхування та нерухомість — 11,5 %.

## Транспорт
У місті  знаходиться кінцева станція Червоної лінії швидкісного трамваю Солт-Лейк-Сіті що обслуговує округ Солт-Лейк.